# Hispanie citérieure

Hispanie en 197 av. J.-C..

L'Hispanie citérieure (en latin, Hispania Citerior) est l'une des deux provinces créées par la République romaine après la division de ses territoires ibériques à la suite de la victoire romaine sur Carthage lors de la deuxième guerre punique. L'autre est l'Hispanie ultérieure.

## Description

Hispanie citérieure vers 27 av. J.-C..

L'Hispanie citérieure couvre la côte méditerranéenne des Pyrénées à Carthagène. L'administration de la province est installée à Tarragone.
Avec l'extension des conquêtes romaines vers l'intérieur des terres, cette province devient la Tarraconaise, qui couvre le territoire allant de la Méditerranée à la Galice et au nord du Portugal actuel.